# CiteScore
CiteScore ( CS ) de una revista académica es una medida que refleja el número promedio anual de citas de artículos recientes publicados en esa revista. Esta métrica de evaluación de revistas fue lanzada en diciembre de 2016 por Elsevier como una alternativa a los factores de impacto JCR generalmente utilizados (calculados por Clarivate ). CiteScore se basa en las citas registradas en la base de datos Scopus en lugar de en JCR, y esas citas se recopilan para artículos publicados en los cuatro años anteriores en lugar de dos o cinco.

## Cálculo
En un año dado, el CiteScore de una revista es el número de citas, recibidas en ese año y en los 3 años anteriores, para documentos publicados en la revista durante ese período (cuatro años), dividido por el número total de documentos publicados (artículos, reseñas, artículos de conferencias, capítulos de libros y artículos de datos) en la revista durante el mismo período de cuatro años.
{\displaystyle {\text{CS}}_{y}={{\text{Citaciones}}_{y}+{\text{Citaciones}}_{y-1}+{\text{Citaciones}}_{y-2}+{\text{Citaciones}}_{y-3} \over {\text{Publicaciones}}_{y}+{\text{Publicaciones}}_{y-1}+{\text{Publicaciones}}_{y-2}+{\text{Publicaciones}}_{y-3}}}

Por ejemplo, Nature tenía un CiteScore 2019  de 51.0

{\displaystyle {\text{CS}}_{2019}={{\text{Citaciones}}_{2019}+{\text{Citaciones}}_{2018}+{\text{Citaciones}}_{2017}+{\text{Citaciones}}_{2016} \over {\text{Publicaciones}}_{2019}+{\text{Publicaciones}}_{2018}+{\text{Publicaciones}}_{2017}+{\text{Publicaciones}}_{2016}}={243894 \over 4786}=51.0}

Tenga en cuenta que, por ejemplo, los CiteScores de 2017 se informaron primero en 2018 cuando todos los datos estaban disponibles por completo. Los CiteScores se publican normalmente a finales de mayo, aproximadamente un mes antes que los factores de impacto del JCR.  Tenga en cuenta también la fecha de cálculo para cada CiteScore dado, ya que las adiciones, correcciones o eliminaciones posteriores a los datos no conducirán a una actualización de la puntuación.  Scopus también proporciona los CiteScores proyectados para el próximo año, que se actualizan cada mes.

## CiteScore frente al factor de impacto de la revista
CiteScore fue diseñado para competir con el factor de impacto JCR de dos años, que actualmente es la métrica de revista más utilizada.Sus principales diferencias son las siguientes: 
| Parámetro                        | JCR IF                | CiteScore               |
| -------------------------------- | --------------------- | ----------------------- |
| Período evaluación (años)        | 2                     | 4                       |
| Base de datos                    | JCR                   | Scopus                  |
| No. de revistas indexadas (2016) | 11 000                | 22 000                  |
| Acceso                           | Subscriptores         | Abierto                 |
| Items evaluados                  | Artículos, revisiones | Todas las publicaciones |